# Nord-Trøndelag
 je bila norveška administrativna regija (fylke) v srednji Norveški. 1. januarja 2018 je bila s sosednjo regijo Sør-Trøndelag združena v enotni Trøndelag, skladno z rezultati referenduma.

## Ime
Ime Nord-Trøndelag je nastalo šele leta 1919. Pomeni 'severni predel Trøndelaga', do tega leta pa je bila regija znana pod imenom Nordre Trondhjems amt (severni predel enote Trondhjems amt. (Stari Trondhjems amt, ustanovljen leta 1662, je bil razdeljen leta 1804. Trondhjem je staro ime za mesto Trondheim.)

## Občine
Nord-Trøndelag je imel skupno 24 občin:
| 1. Flatanger 2. Fosnes 3. Frosta 4. Grong 5. Høylandet 6. Inderøy 7. Leka 8. Leksvik 9. Levanger 10. Lierne 11. Meråker 12. Mosvik | 1. Nærøy 2. Namdalseid 3. Namsos 4. Namsskogan 5. Overhalla 6. Røyrvik 7. Snåsa 8. Steinkjer 9. Stjørdal 10. Verdal 11. Verran 12. Vikna |